# هوارد سلون
هوارد سلون (بالإنجليزية: Howard Sloane)‏ هو محامي أمريكي، ولد في 1 ديسمبر 1950.